# نمونه (جماعت)
نمونه جماعت و شهرکی در جنوب غربی کشور تاجیکستان است که در ناحیهٔ پنج ولایت ختلان قرار دارد. جمعیت این جماعت ۱۵۱۷۸ است.